# Bosch (Fernsehserie)/Episodenliste
Diese Episodenliste enthält alle Episoden der US-amerikanischen Krimiserie Bosch, sortiert nach der US-amerikanischen Erstveröffentlichung. Die Fernsehserie umfasst sieben Staffeln mit 68 Episoden.

## Übersicht
| Staffel | Episodenanzahl | Erstveröffentlichung USA | Erstveröffentlichung USA | Deutschsprachige Erstveröffentlichung |
| Staffel | Episodenanzahl | Staffelpremiere          | Staffelfinale            | Deutschsprachige Erstveröffentlichung |
| ------- | -------------- | ------------------------ | ------------------------ | ------------------------------------- |
| 1       | 10             | 6. Februar 2014          | 13. Februar 2015         | 26. Juni 2015                         |
| 2       | 10             | 11. März 2016            | 11. März 2016            | 7. April 2016                         |
| 3       | 10             | 21. April 2017           | 21. April 2017           | 21. April 2017                        |
| 4       | 10             | 13. April 2018           | 13. April 2018           | 13. April 2018                        |
| 5       | 10             | 19. April 2019           | 19. April 2019           | 19. April 2019                        |
| 6       | 10             | 17. April 2020           | 17. April 2020           | 17. April 2020                        |
| 7       | 8              | 24. Juni 2021            | 24. Juni 2021            | 25. Juni 2021                         |

## Staffel 1
Die Pilotfolge der ersten Staffel wurde am 6. Februar 2014 auf Amazon Instant Video per Streaming veröffentlicht. Die restlichen neun Episoden sind über Amazon Instant Video seit dem 13. Februar 2015 abrufbar. Die deutschsprachigen Synchronfassung wurde auf Amazon Instant Video am 26. Juni 2015 veröffentlicht.
| Nr. (ges.) | Nr. (St.) | Deutscher Titel                  | Originaltitel                  | Erstveröffentlichung USA | Deutschsprachige Erstveröffentlichung (D/A) | Regie               | Drehbuch                               |
| ---------- | --------- | -------------------------------- | ------------------------------ | ------------------------ | ------------------------------------------- | ------------------- | -------------------------------------- |
| 1          | 1         | Erstes Kapitel: Knochenfund      | Chapter One: ’Tis the Season   | 6. Feb. 2014             | 26. Juni 2015                               | Jim McKay           | Michael Connelly & Eric Overmyer       |
| 2          | 2         | Zweites Kapitel: Schwarzes Echo  | Chapter Two: Lost Light        | 13. Feb. 2015            | 26. Juni 2015                               | Kevin Dowling       | Tom Smuts & Eric Overmyer              |
| 3          | 3         | Drittes Kapitel: Glaubensfragen  | Chapter Three: Blue Religion   | 13. Feb. 2015            | 26. Juni 2015                               | Kevin Dowling       | Diane Frolov & Andrew Schneider        |
| 4          | 4         | Viertes Kapitel: Böses Spiel     | Chapter Four: Fugazi           | 13. Feb. 2015            | 26. Juni 2015                               | Ernest R. Dickerson | George P. Pelecanos & Michael Connelly |
| 5          | 5         | Fünftes Kapitel: Zurück bei Mama | Chapter Five: Mama’s Boy       | 13. Feb. 2015            | 26. Juni 2015                               | Ernest R. Dickerson | William N. Fordes                      |
| 6          | 6         | Sechstes Kapitel: Vergangenes    | Chapter Six: Donkey’s Years    | 13. Feb. 2015            | 26. Juni 2015                               | Roxann Dawson       | Jennifer Ames & Steve Turner           |
| 7          | 7         | Siebtes Kapitel: Katakomben      | Chapter Seven: Lost Boys       | 13. Feb. 2015            | 26. Juni 2015                               | Alex Zakrzewski     | Joe Gonzalez & Eric Overmyer           |
| 8          | 8         | Achtes Kapitel: Das Skateboard   | Chapter Eight: High Low        | 13. Feb. 2015            | 26. Juni 2015                               | Matt Earl Beesley   | William N. Fordes & Tom Smuts          |
| 9          | 9         | Neuntes Kapitel: Endspielzüge    | Chapter Nine: The Magic Castle | 13. Feb. 2015            | 26. Juni 2015                               | Alex Zakrzewski     | Diane Frolov & Andrew Schneider        |
| 10         | 10        | Zehntes Kapitel: Späte Rache     | Chapter Ten: Us and Them       | 13. Feb. 2015            | 26. Juni 2015                               | Thomas Carter       | Michael Connelly & T.L. Lankford       |

## Staffel 2
Die zweite Staffel wurde am 11. März 2016 auf Amazon Video per Streaming veröffentlicht. Die deutschsprachigen Synchronfassung ist seit dem 7. April 2016 abrufbar.
| Nr. (ges.) | Nr. (St.) | Deutscher Titel        | Originaltitel           | Erstveröffentlichung USA | Deutschsprachige Erstveröffentlichung (D/A) | Regie               | Drehbuch                                |
| ---------- | --------- | ---------------------- | ----------------------- | ------------------------ | ------------------------------------------- | ------------------- | --------------------------------------- |
| 11         | 1         | Der Tote im Kofferraum | Trunk Music             | 11. März 2016            | 7. Apr. 2016                                | Alex Zakrzewski     | Eric Overmyer                           |
| 12         | 2         | Spur nach Vegas        | The Thing About Secrets | 11. März 2016            | 7. Apr. 2016                                | Alex Zakrzewski     | Eric Overmyer & Tom Bernardo            |
| 13         | 3         | Opfer der Nacht        | Victim of the Night     | 11. März 2016            | 7. Apr. 2016                                | Pieter Jan Brugge   | Diane Frolov & Andrew Schneider         |
| 14         | 4         | Lucky hat Pech         | Who’s Lucky Now?        | 11. März 2016            | 7. Apr. 2016                                | Christine Moore     | Tom Smuts                               |
| 15         | 5         | Entführt               | Gone                    | 11. März 2016            | 7. Apr. 2016                                | Ernest R. Dickerson | William N. Fordes                       |
| 16         | 6         | Herzinfarkt            | Heart Attack            | 11. März 2016            | 7. Apr. 2016                                | Adam Davidson       | Diane Frolov & Andrew Schneider         |
| 17         | 7         | Zeit abzuhauen         | Exit Time               | 11. März 2016            | 7. Apr. 2016                                | Kevin Dowling       | Tom Smuts & Tom Bernardo                |
| 18         | 8         | Folge dem Geld         | Follow the Money        | 11. März 2016            | 7. Apr. 2016                                | Alex Zakrzewski     | William N. Fordes & Joe Gonzalez        |
| 19         | 9         | Zuflucht               | Queen of Martyrs        | 11. März 2016            | 7. Apr. 2016                                | Phil Abraham        | Eric Overmyer & Tom Bernardo            |
| 20         | 10        | Jeder zählt            | Everybody Counts        | 11. März 2016            | 7. Apr. 2016                                | Tim Hunter          | Michael Connelly & Terrill Lee Lankford |

## Staffel 3
Die dritte Staffel steht seit dem 21. April 2017 auf Amazon Video per Streaming in der englischen Originalversion als auch mit deutscher Synchronfassung zur Verfügung.
| Nr. (ges.) | Nr. (St.) | Deutscher Titel          | Originaltitel          | Erstveröffentlichung USA | Deutschsprachige Erstveröffentlichung (D/A) | Regie               | Drehbuch                       |
| ---------- | --------- | ------------------------ | ---------------------- | ------------------------ | ------------------------------------------- | ------------------- | ------------------------------ |
| 21         | 1         | Der Tote im Camper       | The Smog Cutter        | 21. Apr. 2017            | 21. Apr. 2017                               | Adam Davidson       | Eric Overmyer                  |
| 22         | 2         | Ein Gott in dieser Stadt | The Four Last Things   | 21. Apr. 2017            | 21. Apr. 2017                               | Adam Davidson       | Daniel Pyne                    |
| 23         | 3         | Cave! Cave! Deus videt   | God Sees               | 21. Apr. 2017            | 21. Apr. 2017                               | Alex Zakrzewski     | Tom Bernardo                   |
| 24         | 4         | Die vier Amigos          | El Compadre            | 21. Apr. 2017            | 21. Apr. 2017                               | Sarah Pia Anderson  | Jeffrey Fiskin                 |
| 25         | 5         | Der Korea-Town-Killer    | Blood Under The Bridge | 21. Apr. 2017            | 21. Apr. 2017                               | Alex Zakrzewski     | Elle Johnson                   |
| 26         | 6         | Eulen-Kunst              | Birdland               | 21. Apr. 2017            | 21. Apr. 2017                               | Ernest R. Dickerson | Daniel Pyne                    |
| 27         | 7         | Notwehr                  | Right Play             | 21. Apr. 2017            | 21. Apr. 2017                               | Christine Moore     | Jeffrey Fiskin                 |
| 28         | 8         | Aye, Papi                | Aye Papi               | 21. Apr. 2017            | 21. Apr. 2017                               | Ernest R. Dickerson | Elle Johnson                   |
| 29         | 9         | Falsche Freunde          | Clear Shot             | 21. Apr. 2017            | 21. Apr. 2017                               | Stephen Gyllenhaal  | Eric Overmyer                  |
| 30         | 10        | Alte Schule              | The Sea King           | 21. Apr. 2017            | 21. Apr. 2017                               | Ernest R. Dickerson | Daniel Pyne & Michael Connelly |

## Staffel 4
Die vierte Staffel steht seit dem 13. April 2018 auf Prime Video per Streaming in der englischen Originalversion als auch mit deutscher Synchronfassung zur Verfügung.
| Nr. (ges.) | Nr. (St.) | Deutscher Titel          | Originaltitel              | Erstveröffentlichung USA | Deutschsprachige Erstveröffentlichung (D/A) | Regie                    | Drehbuch                      |
| ---------- | --------- | ------------------------ | -------------------------- | ------------------------ | ------------------------------------------- | ------------------------ | ----------------------------- |
| 31         | 1         | Frag den Staub           | Ask the Dust               | 13. Apr. 2018            | 13. Apr. 2018                               | Aaron Lipstadt           | John Mankiewicz & Daniel Pyne |
| 32         | 2         | Träume von Bunker Hill   | Dreams of Bunker Hill      | 13. Apr. 2018            | 13. Apr. 2018                               | Aaron Lipstadt           | John Mankiewicz & Daniel Pyne |
| 33         | 3         | Der Teufel im Haus       | Devil in the House         | 13. Apr. 2018            | 13. Apr. 2018                               | Alex Zakrzewski          | Tom Bernardo                  |
| 34         | 4         | Früheres Leben           | Past Lives                 | 13. Apr. 2018            | 13. Apr. 2018                               | Tim Hunter               | Shaz Bennett & Elle Johnson   |
| 35         | 5         | Bewältigung              | The Coping                 | 13. Apr. 2018            | 13. Apr. 2018                               | Alex Zakrzewski          | Jeffrey Fiskin                |
| 36         | 6         | Der süße Wein der Jugend | The Wine of Youth          | 13. Apr. 2018            | 13. Apr. 2018                               | Zetna Fuentes            | John Mankiewicz               |
| 37         | 7         | Spieglein an der Wand    | Missed Connections         | 13. Apr. 2018            | 13. Apr. 2018                               | Daisy von Scherler Mayer | Jeffrey Fiskin                |
| 38         | 8         | Dunkler Himmel           | Dark Sky                   | 13. Apr. 2018            | 13. Apr. 2018                               | Ernest R. Dickerson      | Elle Johnson                  |
| 39         | 9         | Rojo Profundo            | Rojo Profundo              | 13. Apr. 2018            | 13. Apr. 2018                               | Neema Barnette           | Michael Connelly              |
| 40         | 10        | Geweihter Boden          | Book of the Unclaimed Dead | 13. Apr. 2018            | 13. Apr. 2018                               | Ernest R. Dickerson      | Daniel Pyne                   |

## Staffel 5
Die fünfte Staffel steht seit dem 19. April 2019 auf Prime Video per Streaming in der englischen Originalversion als auch mit deutscher Synchronfassung zur Verfügung.
| Nr. (ges.) | Nr. (St.) | Deutscher Titel               | Originaltitel               | Erstveröffentlichung USA | Deutschsprachige Erstveröffentlichung (D/A) | Regie                    | Drehbuch                 |
| ---------- | --------- | ----------------------------- | --------------------------- | ------------------------ | ------------------------------------------- | ------------------------ | ------------------------ |
| 41         | 1         | Zwei Arten von Wahrheit       | Two Kinds of Truth          | 19. Apr. 2019            | 19. Apr. 2019                               | Alex Zakrzewski          | Daniel Pyne              |
| 42         | 2         | Neue Freunde                  | Pill Shills                 | 19. Apr. 2019            | 19. Apr. 2019                               | Alex Zakrzewski          | Eric Overmyer            |
| 43         | 3         | Das letzte Rezept             | The Last Scrip              | 19. Apr. 2019            | 19. Apr. 2019                               | Daisy von Scherler Mayer | Elle Johnson             |
| 44         | 4         | Totenerweckung                | Raise the Dead              | 19. Apr. 2019            | 19. Apr. 2019                               | Laura Belsey             | Tom Bernardo             |
| 45         | 5         | Tunnelblick                   | Tunnel Vision               | 19. Apr. 2019            | 19. Apr. 2019                               | Patrick Cady             | Jeffrey Fiskin           |
| 46         | 6         | Der Raum zwischen den Sternen | The Space Between the Stars | 19. Apr. 2019            | 19. Apr. 2019                               | Neema Barnette           | Shaz Bennett             |
| 47         | 7         | Die Weisheit der Wüste        | The Wisdom of the Desert    | 19. Apr. 2019            | 19. Apr. 2019                               | Aaron Lipstadt           | Jeffrey Fiskin           |
| 48         | 8         | Salvation Mountain            | Salvation Mountain          | 19. Apr. 2019            | 19. Apr. 2019                               | Ernest R. Dickerson      | Tom Bernardo             |
| 49         | 9         | Der Kampf gegen die Nacht     | Hold Back the Night         | 19. Apr. 2019            | 19. Apr. 2019                               | Aaron Lipstadt           | Eric Overmyer            |
| 50         | 10        | Mord mit Signatur             | Creep Signed His Kill       | 19. Apr. 2019            | 19. Apr. 2019                               | Ernest R. Dickerson      | Daniel Pyne & Katie Pyne |

## Staffel 6
Die sechste Staffel steht seit dem 17. April 2020 auf Prime Video per Streaming in der englischen Originalversion als auch mit deutscher Synchronfassung zur Verfügung.
| Nr. (ges.) | Nr. (St.) | Deutscher Titel                    | Originaltitel             | Erstveröffentlichung USA | Deutschsprachige Erstveröffentlichung (D/A) | Regie                    | Drehbuch                      |
| ---------- | --------- | ---------------------------------- | ------------------------- | ------------------------ | ------------------------------------------- | ------------------------ | ----------------------------- |
| 51         | 1         | Der Aussichtspunkt                 | The Overlook              | 17. Apr. 2020            | 17. Apr. 2020                               | Daisy von Scherler Mayer | Eric Overmyer & Tom Bernardo  |
| 52         | 2         | Anständige Leute auf beiden Seiten | Good People on Both Sides | 17. Apr. 2020            | 17. Apr. 2020                               | Alex Zakrzewski          | Daniel Pyne                   |
| 53         | 3         | Drei Fenster                       | Three Widows              | 17. Apr. 2020            | 17. Apr. 2020                               | Patrick Cady             | Shaz Bennett                  |
| 54         | 4         | Teil des Deals                     | Part of the Deal          | 17. Apr. 2020            | 17. Apr. 2020                               | Michael McDonough        | Tom Bernardo                  |
| 55         | 5         | Tunnelblick                        | Money, Honey              | 17. Apr. 2020            | 17. Apr. 2020                               | Trey Batchelor           | Jeffrey Fiskin & Katie Pyne   |
| 56         | 6         | Das Ace Hotel                      | The Ace Hotel             | 17. Apr. 2020            | 17. Apr. 2020                               | Zetna Fuentes            | Alex Meenehan                 |
| 57         | 7         | Nichts für ungut!                  | Hard Feelings             | 17. Apr. 2020            | 17. Apr. 2020                               | Hagar Ben-Asher          | Jeffrey Fiskin                |
| 58         | 8         | Trittbrettfahrer                   | Copy Cat                  | 17. Apr. 2020            | 17. Apr. 2020                               | Ernest R. Dickerson      | Eric Overmyer & Alex Meenehan |
| 59         | 9         | Unheilvolle Nacht                  | Dark Sacred Night         | 17. Apr. 2020            | 17. Apr. 2020                               | Tara Nicole Weyr         | Daniel Pyne & Osokwe Vasquez  |
| 60         | 10        | Der Rechtschaffene                 | Some Measure of Justice   | 17. Apr. 2020            | 17. Apr. 2020                               | Ernest R. Dickerson      | Michael Connelly              |

## Staffel 7
Die siebte Staffel steht seit dem 24. Juni 2021 auf Prime Video per Streaming in der englischen Originalversion als auch mit deutscher Synchronfassung zur Verfügung.
| Nr. (ges.) | Nr. (St.) | Deutscher Titel             | Originaltitel    | Erstveröffentlichung USA | Deutschsprachige Erstveröffentlichung (D/A) | Regie           | Drehbuch                         |
| ---------- | --------- | --------------------------- | ---------------- | ------------------------ | ------------------------------------------- | --------------- | -------------------------------- |
| 61         | 1         | Das Jahr beginnt            | Brazen           | 24. Juni 2021            | 25. Juni 2021                               | Alex Zakrzewski | Eric Overmyer                    |
| 62         | 2         | Kleiner Fisch, großer Fisch | The Dog You Feed | 24. Juni 2021            | 25. Juni 2021                               | Patrick Cady    | Osokwe Vasquez                   |
| 63         | 3         | Wer zu viel weiß …          | Sabes Demasiado  | 24. Juni 2021            | 25. Juni 2021                               | Alex Zakrzewski | Jeffrey Fiskin                   |
| 64         | 4         | Doppelmord                  | Triple Play      | 24. Juni 2021            | 25. Juni 2021                               | Patrick Cady    | Lolis Eric Elie                  |
| 65         | 5         | Schusslinie                 | Jury’s Still Out | 24. Juni 2021            | 25. Juni 2021                               | Alex Zakrzewski | Benjamin Pitts                   |
| 66         | 6         | Das Gemeinwohl              | The Greater Good | 24. Juni 2021            | 25. Juni 2021                               | Patrick Cady    | Alex Meenehan & Jessica Kivnik   |
| 67         | 7         | Workaround                  | Workaround       | 24. Juni 2021            | 25. Juni 2021                               | Alex Zakrzewski | Elle Johnson & Mitzi Roberts     |
| 68         | 8         | Por Sonia                   | Por Sonia        | 24. Juni 2021            | 25. Juni 2021                               | Patrick Cady    | Michael Connelly & Eric Overmyer |